# Tuffi alla XXX Universiade - Trampolino 1 metro maschile
Il concorso dei tuffi dal trampolino 1 metro maschile dell'Universiade di Napoli 2019 si è svolto il 2 e il 4 luglio 2019 alla Piscina Mostra d’Oltremare a Napoli.

## Risultati

### Preliminare[1]
| Class. | Atleta                   | Nazione       | Tuffi | Tuffi | Tuffi | Tuffi | Tuffi | Tuffi | Totale |
| Class. | Atleta                   | Nazione       | 1     | 2     | 3     | 4     | 5     | 6     | Totale |
| ------ | ------------------------ | ------------- | ----- | ----- | ----- | ----- | ----- | ----- | ------ |
| 1      | Pigan Li                 | Cina          | 64.50 | 57.00 | 52.80 | 52.80 | 61.50 | 73.10 | 361.70 |
| 2      | Chengming Liu            | Cina          | 64.50 | 55.50 | 51.00 | 64.35 | 62.40 | 59.50 | 357.25 |
| 3      | Ilia Molchanov           | Russia        | 38.75 | 63.00 | 64.00 | 49.50 | 58.50 | 63.00 | 336.75 |
| 4      | Alberto Arévalo Alcón    | Spagna        | 63.55 | 54.00 | 57.60 | 45.00 | 55.50 | 46.80 | 322.45 |
| 5      | Conor Reardon Casey      | Stati Uniti   | 55.80 | 54.00 | 54.00 | 55.50 | 54.00 | 46.40 | 319.70 |
| 6      | Jacob Burton Fielding    | Stati Uniti   | 43.50 | 54.00 | 45.00 | 51.15 | 58.50 | 67.20 | 319.35 |
| 7      | Frithjof Seidel          | Germania      | 56.55 | 57.00 | 62.40 | 39.00 | 45.90 | 54.45 | 315.30 |
| 8      | Gabriele Auber           | Italia        | 57.35 | 55.90 | 62.40 | 43.50 | 52.50 | 41.40 | 313.05 |
| 9      | Alexander Lube           | Germania      | 40.50 | 60.00 | 42.00 | 60.45 | 46.40 | 55.50 | 304.85 |
| 10     | Lyle Bowman Yost         | Stati Uniti   | 55.90 | 48.00 | 57.00 | 49.50 | 40.50 | 51.15 | 302.05 |
| 11     | Juho Junttila            | Finlandia     | 54.60 | 56.00 | 36.00 | 58.50 | 44.85 | 51.15 | 301.10 |
| 12     | Jaegyeong Yi             | Corea del Sud | 24.80 | 55.50 | 52.80 | 63.00 | 52.50 | 51.75 | 300.35 |
| 13     | Nikita Kryvopyshyn       | Ucraina       | 46.80 | 53.30 | 47.15 | 46.50 | 53.30 | 50.70 | 297.75 |
| 14     | Dieg Garcia De La Fuente | Messico       | 55.80 | 49.50 | 42.00 | 52.50 | 54.00 | 40.00 | 293.80 |
| 15     | Nikita Nikolaev          | Russia        | 46.50 | 51.00 | 42.00 | 53.30 | 42.00 | 58.50 | 293.30 |
| 16     | Francesco Porco          | Italia        | 54.60 | 57.35 | 46.50 | 31.50 | 51.00 | 48.10 | 298.05 |
| 17     | Andrea Cosoli            | Italia        | 54.60 | 53.30 | 36.00 | 41.40 | 42.00 | 60.45 | 287.75 |
| 18     | Adan E. Zuniga Ornelas   | Messico       | 63.00 | 52.50 | 60.45 | 18.00 | 25.20 | 63.00 | 282.15 |
| 19     | Max Burman               | Svezia        | 55.90 | 46.50 | 41.40 | 45.00 | 40.30 | 45.00 | 274.10 |
| 20     | Peter Mai                | Canada        | 46.50 | 50.70 | 31.50 | 46.50 | 33.00 | 63.00 | 271.20 |
| 21     | Minjae Ryu               | Corea del Sud | 53.30 | 43.50 | 45.00 | 33.00 | 49.50 | 43.40 | 267.70 |
| 22     | Aldinsyah Putra Rafi     | Indonesia     | 48.10 | 46.50 | 54.00 | 43.20 | 31.50 | 40.50 | 263.80 |
| 23     | Egor Lapin               | Russia        | 60.45 | 49.50 | 18.00 | 33.00 | 52.20 | 43.20 | 256.35 |
| 24     | Teakyun Lee              | Corea del Sud | 57.20 | 46.50 | 42.00 | 30.40 | 49.50 | 28.50 | 254.10 |
| 25     | Nicholas Jeffree         | Australia     | 48.00 | 52.00 | 26.45 | 22.50 | 46.50 | 50.70 | 146.15 |
| 26     | Tri Anggoro Priambodo    | Indonesia     | 49.60 | 44.20 | 19.50 | 41.40 | 36.00 | 32.55 | 223.25 |
| 27     | Haruki Suyama            | Giappone      | 52.50 | 49.50 | 54.00 | 0.00  | 12.80 | 51.00 | 219.80 |

### Semifinale

#### Gruppo A[2]
| Class. | Atleta                | Nazione     | Tuffi | Tuffi | Tuffi | Tuffi | Tuffi | Tuffi | Totale |
| Class. | Atleta                | Nazione     | 1     | 2     | 3     | 4     | 5     | 6     | Totale |
| ------ | --------------------- | ----------- | ----- | ----- | ----- | ----- | ----- | ----- | ------ |
| 1      | Gabriele Auber        | Italia      | 60.45 | 53.30 | 70.40 | 54.00 | 55.50 | 48.30 | 341.95 |
| 2      | Jacob Burton Fielding | Stati Uniti | 57.00 | 49.50 | 54.00 | 57.35 | 60.00 | 48.00 | 325.85 |
| 3      | Alberto Arévalo Alcón | Spagna      | 66.65 | 49.50 | 57.60 | 42.00 | 54.00 | 50.70 | 320.45 |
| 4      | Nikita Kryvopyshyn    | Ucraina     | 50.40 | 50.70 | 43.70 | 55.50 | 48.10 | 54.60 | 303.00 |
| 5      | Juho Junttila         | Finlandia   | 54.60 | 56.00 | 49.40 | 54.00 | 31.05 | 49.60 | 294.65 |

#### Gruppo B[3]
| Class. | Atleta              | Nazione       | Tuffi | Tuffi | Tuffi | Tuffi | Tuffi | Tuffi | Totale |
| Class. | Atleta              | Nazione       | 1     | 2     | 3     | 4     | 5     | 6     | Totale |
| ------ | ------------------- | ------------- | ----- | ----- | ----- | ----- | ----- | ----- | ------ |
| 1      | Alexander Lube      | Germania      | 49.50 | 64.50 | 63.00 | 66.65 | 57.60 | 58.50 | 359.75 |
| 2      | Conor Reardon Casey | Stati Uniti   | 57.35 | 52.50 | 61.50 | 69.00 | 58.50 | 52.80 | 351.65 |
| 3      | Frithjof Seildel    | Germania      | 62.35 | 45.00 | 62.40 | 48.00 | 51.00 | 57.75 | 326.50 |
| 4      | Ilia Molchanov      | Russia        | 32.55 | 36.00 | 64.00 | 58.50 | 63.00 | 67.50 | 321.55 |
| 5      | Jaegyeong Yi        | Corea del Sud | 41.85 | 40.50 | 65.60 | 54.00 | 49.50 | 49.45 | 300.90 |

### Finale[4]
| Class.  | Atleta                | Nazione     | Tuffi | Tuffi | Tuffi | Tuffi | Tuffi | Tuffi | Totale |
| Class.  | Atleta                | Nazione     | 1     | 2     | 3     | 4     | 5     | 6     | Totale |
| ------- | --------------------- | ----------- | ----- | ----- | ----- | ----- | ----- | ----- | ------ |
| Oro     | Liu Chengming         | Cina        | 63.00 | 75.00 | 66.00 | 59.40 | 60.80 | 74.80 | 399.00 |
| Argento | Frithjof Seidel       | Germania    | 59.45 | 51.00 | 59.20 | 54.00 | 71.40 | 62.70 | 357.75 |
| Bronzo  | Gabriele Auber        | Italia      | 57.35 | 54.00 | 67.20 | 66.00 | 64.50 | 47.15 | 356.20 |
| 4       | Alexander Lube        | Germania    | 46.50 | 63.00 | 58.50 | 69.75 | 46.40 | 70.50 | 365.65 |
| 5       | Jacob Burton Fielding | Stati Uniti | 51.00 | 52.50 | 54.00 | 62.00 | 49.50 | 68.80 | 337.80 |
| 6       | Li Pingan             | Cina        | 58.50 | 64.50 | 18.15 | 64.00 | 63.00 | 40.80 | 308.95 |
| 7       | Alberto Arévalo Alcón | Spagna      | 65.10 | 36.00 | 14.40 | 60.00 | 43.50 | 52.00 | 271.00 |
| 8       | Conor Reardon Casey   | Stati Uniti | 24.80 | 58.50 | 37.50 | 54.00 | 43.50 | 41.60 | 259.90 |